# 福岡西料金所
福岡西料金所（ふくおかにしりょうきんじょ）は福岡県福岡市西区にある、西九州自動車道（福岡前原道路）の本線料金所である。

## 概要
すぐ福重寄りに拾六町ICがあり、出口料金所を併設している（入口は前原方面と共通）。上り線は拾六町ICで出るレーンと福岡高速道路へ直通するレーンに分かれており、後者では西九州自動車道（福岡前原道路）の料金（周船寺IC - 福岡西料金所分）と福岡高速道路の料金を合算して徴収している。
南側には管理事務所棟・交通管制棟・作業車両待機場等がある。また、料金所の前原側には上下線双方に小規模な拾六町PA（トイレと自動販売機が設置されている）が設けられている。　　

## 料金所
NEXCO管轄の有料道路ではないため、ETCの整備は遅れており、2段階での整備となった。
2006年11月1日より東方向の都市高速（福岡高速道路）方面のみETCの運用を開始。2014年3月20日より東西両方向でETCの運用を開始した。ノンストップ無線通行または係員へのETCカード手渡しとなる。
- ブース数: 13

### 拾六町・福重JCT方面 (東方向)
- ブース数: 8

#### 拾六町出口へ (東方向)
- ブース数 : 3
  - ETC専用 : 1
  - 一般 : 2

今宿→拾六町と前原方面→拾六町で料金が異なるため、今宿入口で通行券を発券している。

#### 都市高速へ (東方向)
- ブース数 : 5
  - ETC専用 : 1
  - 一般 : 4

ここで西九州自動車道（福岡前原道路）の料金（今宿IC - 福岡西料金所分）と福岡高速道路の料金を一括して支払う。

### 今宿・前原方面 (西方向)
- ブース数 : 5
  - ETC専用 : 1
  - 一般 : 4

2014年3月19日までは本料金所で福重-周船寺間（普通車 : 150円）と周船寺-前原間（普通車 : 200円）が一括徴収されていた。今宿、前原のどちらで下りるか告げて料金を支払う必要があり、前原で下りる場合には本料金所で発行される通行券を前原料金所で係員に渡せば通行料金精算済みとしてそのまま通行できた。ETC運用開始に合わせて本料金所での一括徴収は廃止され、ETC非搭載車が前原以遠に走行する場合には2回料金を支払うことが必要になった。

## ギャラリー

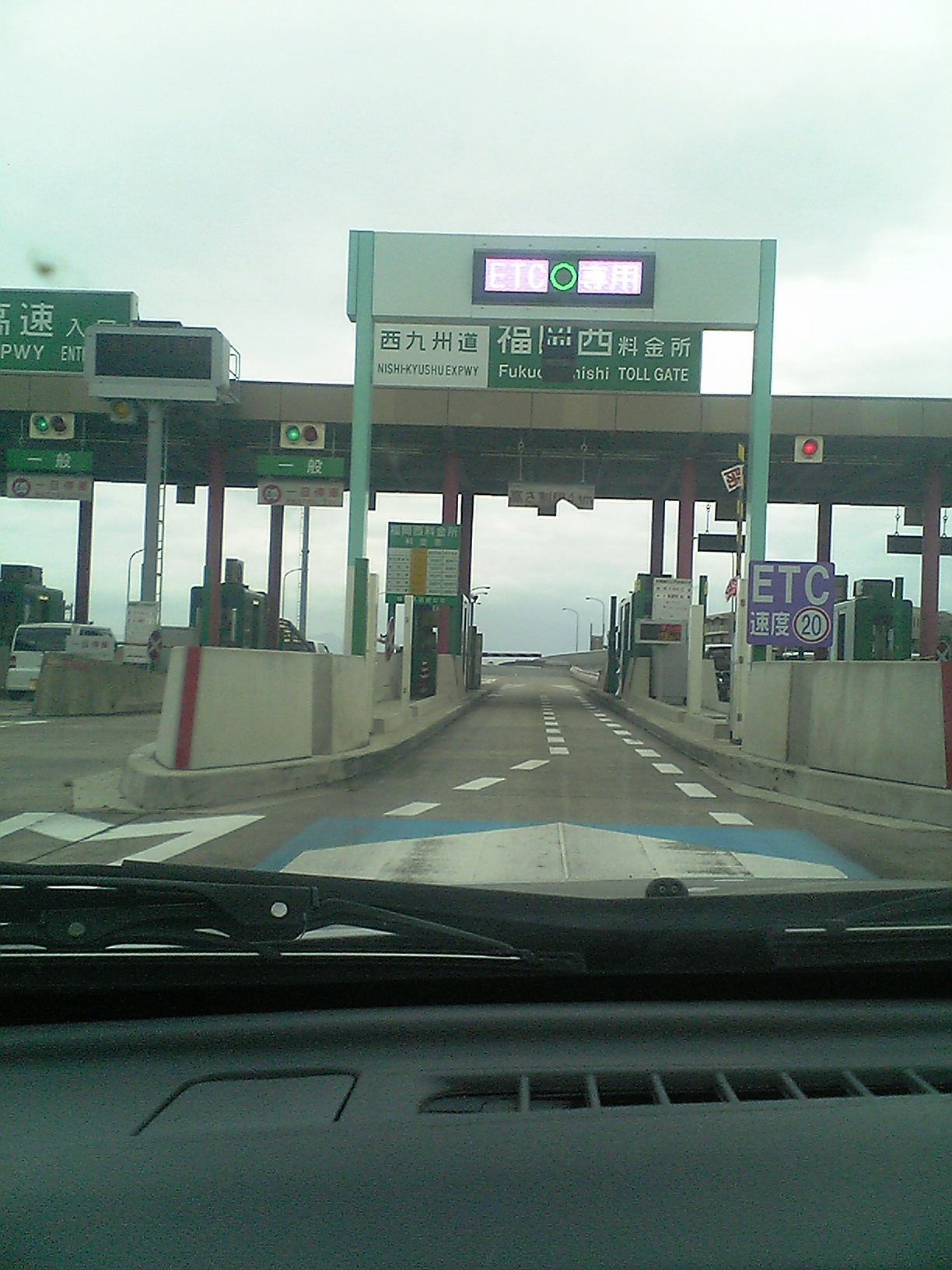
都市高速方面に設置されているETC専用レーン
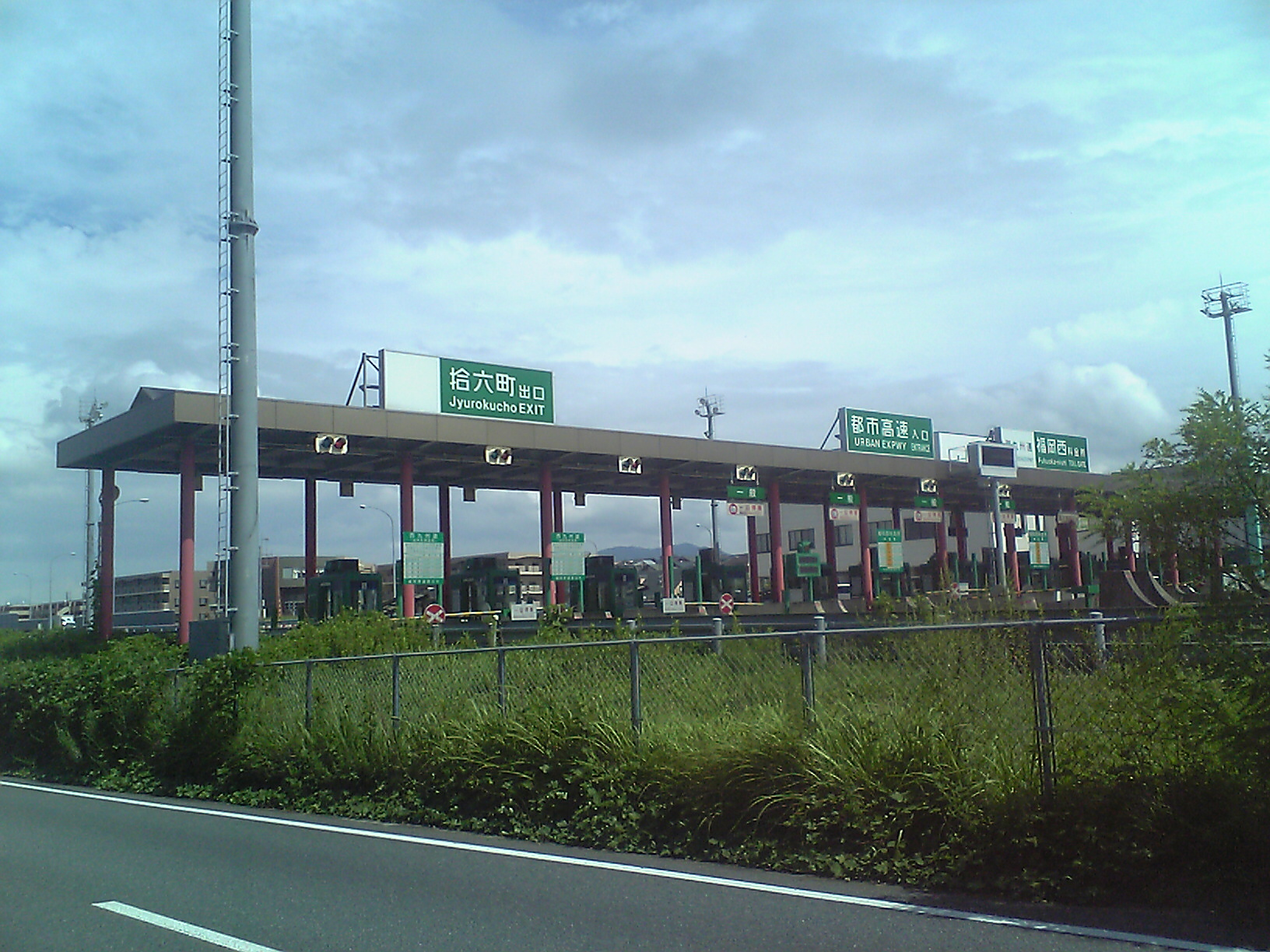
国道202号から眺めた福岡西料金所
西九州自動車道路、福岡西料金所。都市高速側から佐賀方面に向かって撮影

## 隣
E35 西九州自動車道（福岡前原有料道路）
拾六町IC - 福岡西料金所 - 今宿IC